# وایس‌نیوز
وایس‌نیوز (VICE News) کانال امور جاری وایس مدیا است که مقالات و ویدئوهای مستند روزانه را از طریق وبگاه و کانال یوتیوب خود تولید می‌کند. شعار تبلیغاتی این کانال، گزارش «داستان‌های گزارش‌نشده» است. وایس‌نیوز در دسامبر ۲۰۱۳ راه‌اندازی شد و در شهر نیویورک مستقر است و دفاتری نیز در سراسر جهان دارد. صفحهٔ یوتیوب وایس‌نیوز دارای ۷٫۵۵ میلیون مشترک و در مجموع، دارای بیش از ۱٫۸ میلیارد بازدید است. وایس‌نیوز در اوت ۲۰۱۴، توسط نشریهٔ گاردین به‌عنوان یکی از کانال‌های دارای سریع‌ترین میزان رشد در یوتیوب توصیف شد.